# Giovanni Tarello (politico)
Giovanni Tarello (Torino, 30 agosto 1881 – Genova, 16 settembre 1951) è stato un politico, avvocato e antifascista italiano.

## Biografia
Nato a Torino nel 1881, avvocato e massone, si iscrisse al Partito Socialista Italiano nel 1904 e fu tra gli organizzatori della fuga dall'Italia di Filippo Turati nel 1926.  Fervente antifascista, aderì al Partito Comunista Italiano e prese parte alle lotte per la liberazione di Genova sul volgere della seconda guerra mondiale. Nel dicembre 1946 venne eletto sindaco di Genova, primo sindaco democratico della città nell'Italia repubblicana. Rimase in carica fino al 22 febbraio 1948 e morì a Genova il 16 settembre 1951.